# Кито Лоренц
Кито Лоренц (на горнолужишки: Kito Lorenc) е лужишки и германски писател, поет, драматург, автор на книги за деца и филмови сценарии. Съставител е на много сборници с произведения на лужишките класици и на съвременни автори. Превежда славянски поети на немски. Внук е на видния лужишки писател и културен деец Якуб Лоренц-Залески, който го подтиква към творчество.

## Живот
Кито Лоренц е роден в отчасти асимилирано от немската среда семейство, научава горнолужишки език едва в гимназията в Котбус (луж. Хошебуз) през 1952-1956 г. От 1956 до 1961 г. следва славянска филология и педагогика в Лайпциг (луж. Липск). Единадесет години е асистент в Института по лужишка етнология в Бауцен (луж. Будишин). По-късно работи като драматург на Лужишкия народен ансамбъл, няколко години е ръководител на Клуба на младите лужишки писатели. Член е на Саксонската академия на изкуствата и на ПЕН центъра на ФРГ.
Поетът се установява да живее във Вуишке край Хохкирх, Саксония.

## Творчество
Първата публикация на Кито Лоренц е цикълът стихотворения „Бригадирски записки“ (1959) в един лужишки вестник. Още първата му стихосбирка „Нови времена – нови пиршества“ (1961) му създава известност. Съставя антология на лужишката поезия „Светлина, правда, свобода“ (1963). Поетическият цикъл на Лоренц „Струга. Картини от нашия край“ (1967) издава влияния на Йоханес Бобровски, а стихосбирката „Прочистване на лъките“ (1973) в дълги поетически текстове с богат вътрешен ритъм обрисува неизследвани области от съвременната действителност.
Творбите на Лоренц носят неповторим аромат на древната лужишка земя, на традиционните за нея фолклорни сюжети и мотиви.

### Автор
- „Нови времена – нови пиршества“ – стихотворения на горнолужишки („Nowe časy – nowe kwasy“, 1961, преиздадена през 1962)
- „Струга – картини от нашия край“ – стихотворения на горнолужишки и на немски („Struga – wobrazy našeje krajiny“ – „Struga – Bilder einer Landschaft“, 1967)
- „Ключове и пътища“ – на горнолужишки („Kluče a puće“, 1971)
- „Прочистване на лъките“ – на немски („Flurbereinigung“, 1973, преиздадена 1988)
- Избрани стихотворения в поредицата „Лужишка поезия“ („Serbska poezija“, 1979, 1982)
- „Страна на думите“ – на немски („Wortland“, 1984)
- „Ти до мен“ – любовни стихотворения на горнолужишки („Ty porno mi“, 1988)
- „Срещу голямото плашило“ – стихотворения на немски („Gegen den grossen Popanz“, 1990)
- „Terra budissinensis“ – в съавторство с Рудолф Хартмец и Ханс Мирчин (Rudolf Hartmetz, Hans Mirtschin, Kito Lorenc „Terra budissinensis“, 1997)

- „В една красиво обрисувана неделя: Стихотворения за стихотворения“ – на немски („An einem schönbemalten Sonntag: Gedichte zu Gedichten“, 2000)
- „Осемнадесет стихотворения от годините 1990–2002“ – на немски („Achtzehn Gedichte der Jahre 1990–2002“, 2002)
- „Незначителността на Берлин“ – на немски („Die Unerheblichket Berlins“, 2000–2002)
- „Листа като езици“ [1] – на немски („Zungenblätter“, 2002)
- „Неподходящи цветове“ – на горнолужишки и немски („kapsy-barby“ – „Fehlfarben“, 2004)
- „Лужишкото корабоплаване“ („Die wendische Schiffahrt“, 2004)
- „Спомен за една нощ на открито“ – стихотворения на немски („Erinnerung an eine Nacht im Freien“, 2009)
- „Одежда. Поезия и други творби от дванадесет години“ – на горнолужишки („Podomk. Basnje a druha nadoba z dwanatka lět“, 2010)
- „Nach Morau, nach Krokau“. Gereimtes und Ungereimtes für Kinder und Enkel, 2011
- „Gedichte“. Ausgewählt und mit einem Vorwort versehen von Peter Handke, 2013
- Im Filter des Gedichts. Essays, Gespräche, Notate. Přez křidu basnje. Eseje, rozmołwy, nastawki, 2013
- Windei in der Wasserhose des Eisheiligen. Gedichte, 2015
- Der zweiseitige Beitrag/Wěsty dwustronski přinošk, 2015

### Съставител и редактор
- „Светлина, правда, свобода“ – антология на лужишката поезия („Swĕtło, prawda, swobodnosć“, 1963)
- Мина Виткойц, „Пътищата на една журналистка“ – превод (Mina Witkojc „Po pućach časnikarki“, 1964)
- Хандрий Зейлер, „Лужишки разкази“ – превод (Handrij Zejler „Serbske fabule“, 1966)
- Хандрий Зейлер, „Магарето с галони“ – разкази („Der betresste Esel“, Fabeln von Handrij Zejler, 1969, преиздадена 2004)
- Юрий Хежка, „Земята от сънищата“ (Jurij Chĕžka „Die Erde aus dem Traum“, 2002)
- „Морето Островът Корабът“ – антология на лужишката поезия от началата до съвременността („Das Meer Die Insel Das Schiff – Sorbische Dichtung von den Anfängen bis zur Gegenwart“ (herausgegeben von Kito Lorenc), 2004)

## Награди и отличия
- Literaturpreis der Domowina (1962, 1968)
- „Награда Хайнрих Хайне“ на Министерството на културата на ГДР (1974)
- Ćišinski-Preis
- „Награда Хайнрих Ман“ (1991)
- Calwer Hermann-Hesse-Stipendium (1997)
- Förderpreis Literatur zum Kunstpreis Berlin
- „Награда Лесинг“ (2009)
- „Награда Петрарка“ (2012)
- „Награда Кристиан Вагнер“ (2016) für sein lyrisches Gesamtwerk[2]